# Ranger-Uran-Mine
Die Ranger-Uran-Mine war ein seit 1981 förderndes Uran-Bergwerk im Norden Australiens im Northern Territory. Betrieben wurde das Bergwerk von der Energy Resources of Australia (ERA), die der Rio Tinto Group gehört. Das Ende des Abbaus erfolgte Anfang 2021. Die Rekultivierung des Bergbaugeländes wird bis 2026 dauern.

## Geschichte
Für die Aborigines war die Gegend heilig. Es war ein Bestattungsort, den man nicht betreten durfte. Einer der ersten Europäer, der diese Gegend 1845 durchquerte, war der deutsche Forscher Ludwig Leichhardt. Damals war die Lagerstätte jedoch noch unbekannt; später begann man im heiligen Gebiet nach Uran zu suchen, und wurde hier 1969 fündig.
Die Aborigines erhoben auf das Gebiet Anspruch und erhielten es 1976 mit dem Aborigines Land Rights Act zurück, wodurch sie auch einen Teil der Einnahmen des Bergwerks zugesprochen bekamen. Nach der Veröffentlichung zweier Untersuchungen im Oktober 1976 und im Mai 1977, der Ranger Uranium Environmental Inquiry, wurde der Erzabbau zugelassen. Der Bau des Bergwerks begann 1979. Am 13. August 1981 konnte das erste Uranoxid gefördert werden. Etwa 20 Millionen Tonnen Erz wurden vom Mai 1980 bis zum Dezember 1994 abgebaut.
1991 verkaufte Pancontinental das Werk an die ERA. Im Herbst 2006 verkündete ERA eine Verlängerung der Laufzeit von Ranger bis 2020.

## Abbau

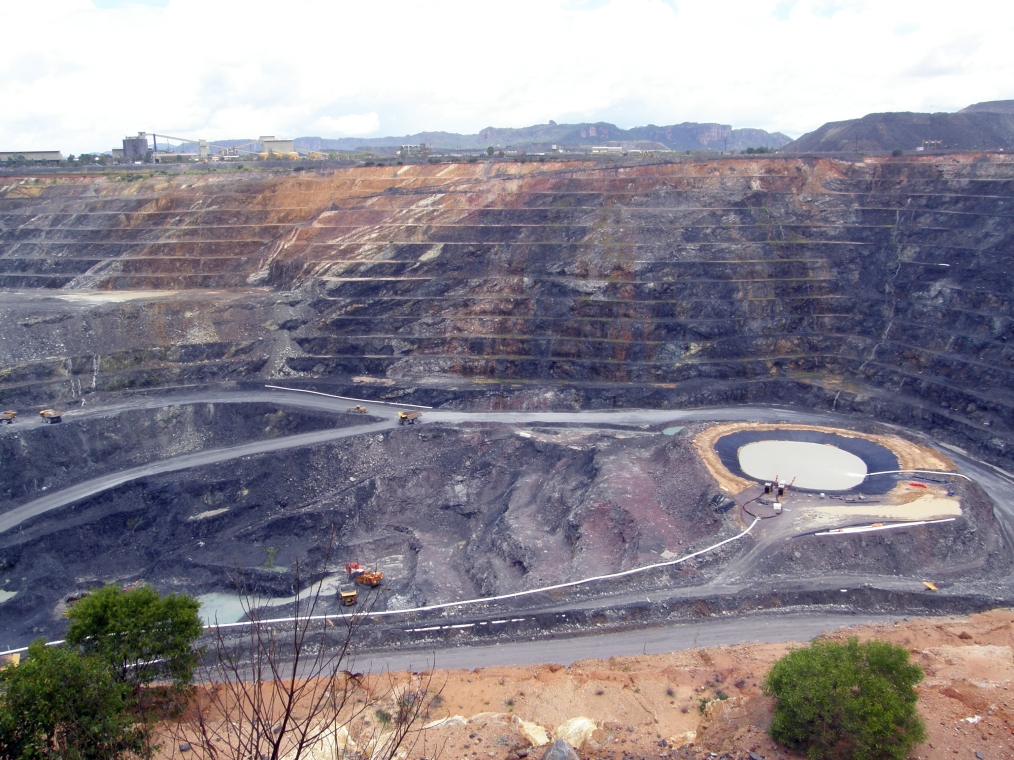
Ranger 3 Tagebau: Uran mineraliserte Cahill-Formation sichtbar in der Grube ist bedeckt von Kombolgie-Sandstein, sichtbar als Berge im Hintergrund

Im Jahr 2005 förderte die Ranger-Uran-Mine 5910 t Triuranoctoxid. Die Ranger-Mine förderte allein im Jahr 2003 12 % des Weltbedarfs an Uran. Das geförderte Erz hat eine Konzentration von 0,24 % Uran. Der Uranabbau verläuft über Tage, was die Umwelt stark belastet. Abraum mit nur wenig Uran wird oberirdisch gelagert und mit einer Schicht aus Erde, die stets feucht gehalten wird, überdeckt. Radioaktiv kontaminiertes Wasser wird in großen Schlammbecken gelagert, um mittels Verdunstung Wasser und radioaktive Reststoffe zu trennen.

## Umweltbelastung
Das Bergwerk liegt im Kakadu-Nationalpark. Wegen der damit verbundenen Umweltvorschriften kann das jährliche Hochwasser in der Gegend nicht kontrolliert werden, und so gelangt immer wieder radioaktiv kontaminiertes Wasser aus den Schlammbecken in die Umwelt. In der Folge wurden die Flüsse in der Gegend radioaktiv belastet.  
Zwischen 1979 und 2002 wurden mehr als 200 umweltrelevante Vorfälle festgehalten.

## Weitere Uranbergwerke
Nur 20 Kilometer entfernt liegt die „Schwester-Mine“ Jabiluka-Mine, die allerdings nie in Betrieb ging. Weitere ehemalige Uranbergwerke im Northern Territory waren die Bergwerke Nabarlek, Rum Jungle und das South-Alligator-Bergwerk.
Neben der Ranger-Mine gab es im Jahr 2005 in Australien noch zwei weitere aktive Uranbergwerke: Olympic Dam und Beverley in South Australia.